# پکارد ۱ای-۱۵۰۰
پکارد ۱ای-۱۵۰۰ (به انگلیسی: Packard 1A-1500) یک موتور هواگرد ساختِ کارخانهٔ پکارد در کشور ایالات متحده آمریکا است . 